# تسوره‌زوره‌گوسا

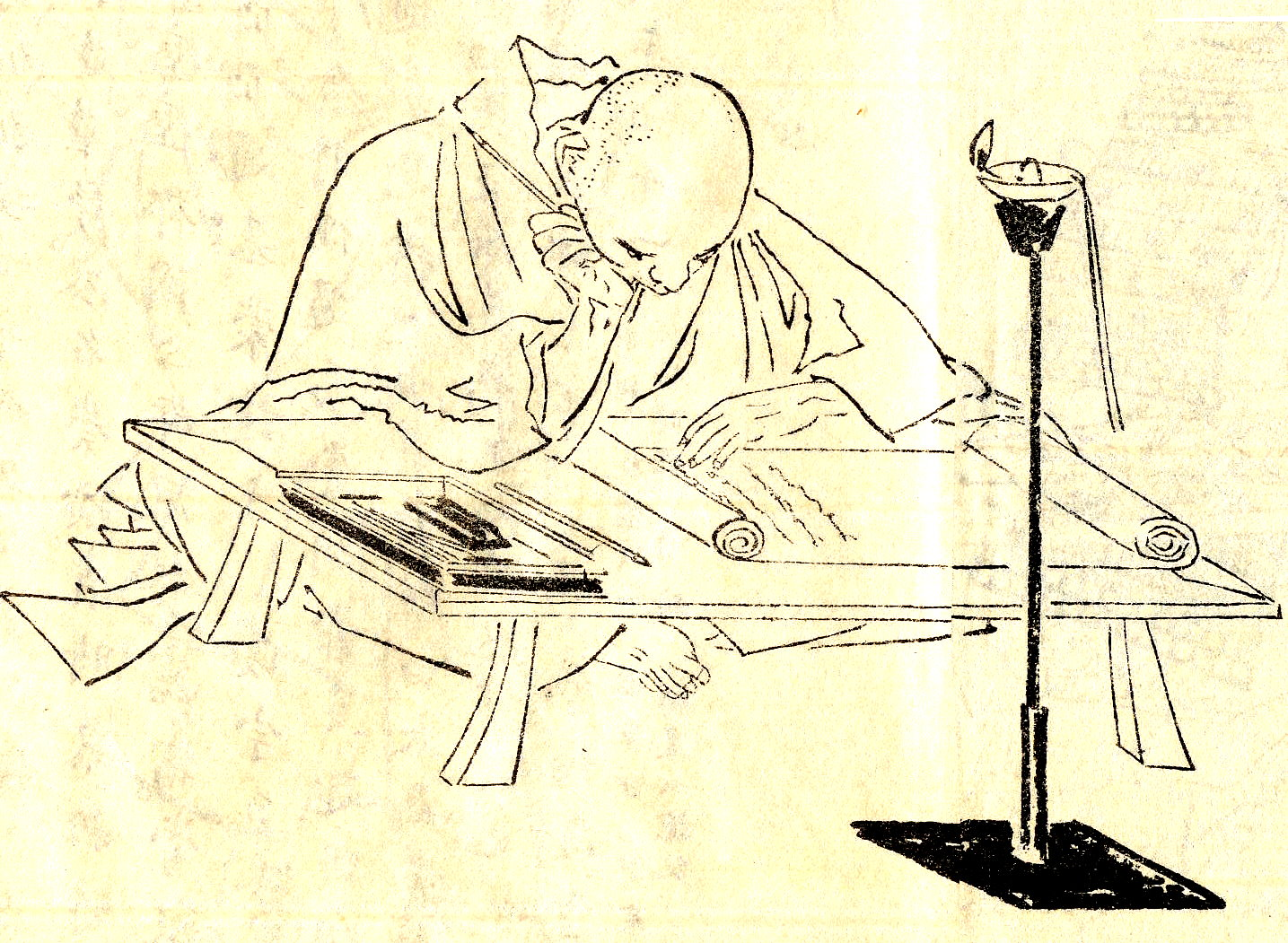
یوشیدا کنکو

تسوره‌زوره‌گوسا (به ژاپنی: 徒然草 Tsurezuregusa)، مجموعه مقالاتی است که توسط یوشیدا کنکو، راهب ژاپنی، بین سال‌های ۱۳۳۰ و ۱۳۳۲ نوشته شده‌است. این اثر به‌طور گسترده به عنوان گوهر ادبیات قرون وسطی ژاپن در نظر گرفته می‌شود.

## به فارسی
هاشم رجب‌زاده این کتاب را به فارسی ترجمه و منتشر کرده است.